# بلاج ماهكوفيتش
بلاج ماهكوفيتش (بالسلوفينية: Blaž Mahkovic)‏ مواليد 21 مارس 1990 في كراني، جمهورية يوغوسلافيا الاشتراكية الاتحادية، هو لاعب كرة سلة سلوفيني. بدأ مسيرته الاحترافية في سنة 2006. يحمل الرقم 21.

## المسيرة الاحترافية
لعب مع نادي دومجاله لكرة السلة من سنة 2012 إلى 2014، ثم لعب مع نادي أوليمبيا لكرة السلة من سنة 2014 إلى 2016، ثم لعب مع نادي إيجوكيا لكرة السلة في سنة 2016.

## روابط خارجية
- بلاج ماهكوفيتش على موقع الاتحاد الدولي لكرة السلة (الإنجليزية)
- بلاج ماهكوفيتش على موقع كرة السلة الأوروبية.كوم (الإنجليزية)
- بلاج ماهكوفيتش على موقع ريلجم (الإنجليزية)
- بلاج ماهكوفيتش على موقع بروبوليرز (الإنجليزية)
- بلاج ماهكوفيتش على موقع سبورتس رفرنس (الإنجليزية)